# Rozendaal
Rozendaal là một đô thị ở phía đông Hà Lan, ở tỉnh Gelderland.
Thị xã này nằm kề Arnhem và Velp. Đô thị Rozendaal có lâu đài Rozendaal (Kasteel Rosendael)và bedriegertjes.
Đây là đô thị có mật độ dân số thưa nhất ở lục địa Hà Lan.

## Các trung tâm dân cư
- Imbosch
- Rozendaal
- Terlet